# Армійська група «A» (Німецька імперія)
Не варто плутати з німецькою армійською групою «А» часів Другої світової війни
Армійська група «A» (нім. Armee-Abteilung A), також армійська група Фалькенгаузен (нім. Armee-Abteilung Falkenhausen) — армійська група Імперської армії Німеччини за часів Першої світової війни.

## Історія
Армійська група «Фалькенгаузен» створена 17 вересня 1914 року на південному фланзі Західного фронту з німецьких частин 6-ї армії, що залишилися, після того, як основний кістяк армії був передислокований на північ Франції для наступу в ході, так званого «бігу до моря». Армійська група формувалася за рахунок частин Запасного корпусу (нім. Ersatzkorps) для ведення оборонних дій на території Лотарингії. Її першим командиром став генерал від інфантерії Л. фон Фалькенгаузен, на честь якого спочатку носила назву уся армійська група.
15 квітня 1916 року об'єднання було перейменоване на армійську групу «A». Воно брало участь у війні у складі групи армій герцога Альбрехта Вюртемберзького до самого кінця війни.

## Райони бойових дій
- Середні Вогези (17.09.1914 — 03.01.1917);
- Лотарингія (31.05.1915 — 09.01.1918);
- Лотарингія та Вогези (10.01.1918 — 11.11.1918);
- Відхід з окупованих територій (після 12.11.1918).

## Командування

### Командувачі
- Генерал від інфантерії, з 24 грудня 1914 року генерал-полковник Людвіг фон Фалькенгаузен (нім. Ludwig von Falkenhausen) (17 вересня 1914 — 17 квітня 1916);
- Генерал від інфантерії Карл Людвіг д'Ельза (нім. Karl Ludwig d'Elsa) (17 квітня 1916 — 4 січня 1917);
- Генерал від інфантерії Бруно фон Мудра (нім. Bruno von Mudra) (4 січня 1917 — 9 червня 1918);
- Генерал від інфантерії Йоганнес фон Ебен (нім. Johannes von Eben) (6 серпня — 11 листопада 1918).

## Бойовий склад армійської групи «A»
- Запасний корпус (Ersatzkorps):
  - 10-та запасна дивізія (10. Ersatz-Division);
  - Гвардійська запасна дивізія (Garde-Ersatz-Division);
  - 8-ма запасна дивізія (8. Ersatz-Division);
  - 61-ша запасна піхотна бригада (61.Ersatz-Brigade);
  - 1-ша баварська ландверна дивізія (1. Bayerische Landwehr-Division);
  - 19-та запасна дивізія (19. Ersatz-Division);
- XV баварський королівський резервний корпус (XV. Königlich Bayerisches Reserve-Korps):
  - 30-та баварська резервна дивізія (30. Kgl. Bayerische Reserve-Division);
  - 39-та баварська резервна дивізія (39. Kgl. Bayerische Reserve-Division);
- 2 ландверні бригади.

- 59-те командування особливого призначення (Generalkommando 59 z.b.V.):
  - 96-та піхотна дивізія (96. Division (6. Königlich Sächsische);
  - 21-ша ландверна дивізія (21. Landwehr-Division);
  - 75-та резервна дивізія (75. Reserve-Division);
- VII армійський корпус (VII. Armee-Korps):
  - 82-га зведена резервна піхотна бригада;
  - 301-ша піхотна дивізія (301. Infanterie-Division);
- 61-ша ландверна бригада;
- IX австро-угорський армійський корпус;
  - 37-ма австро-угорська піхотна дивізія;
  - 4-та ландверна дивізія (4. Landwehr-Division).